# Ishaq ibn Mohammed ibn Ghania
 (septembre 2019).
Si vous disposez d'ouvrages ou d'articles de référence ou si vous connaissez des sites web de qualité traitant du thème abordé ici, merci de compléter l'article en donnant les références utiles à sa vérifiabilité et en les liant à la section « Notes et références ».
Ishaq ibn Mohammed ibn Ghania (1155-1184) était un émir de Mayurqa de la dynastie berbère de Beni Ghania, fils de Mohammed ibn Ghania. 

## Biographie
Ishaq avait été nommé wali de Carmona en 1145, mais s'était ensuite rendu à Majorque, en raison du déclin des Almoravides. 
Lors d'un coup de palais en 1155, il s'est débarrassé de son père et de son frère, héritier du trône Abdullah ibn Mohammed ibn Ghania, et est monté sur le trône lui-même. Sous son sceptre, les îles Baléares sont devenues un centre de commerce, de guerre maritime et de piraterie, pratiques qui apportaient une richesse et une population considérables, captives et réfugiées, et les Sarrasins de Majorque sont devenus très redoutables en Méditerranée occidentale. 

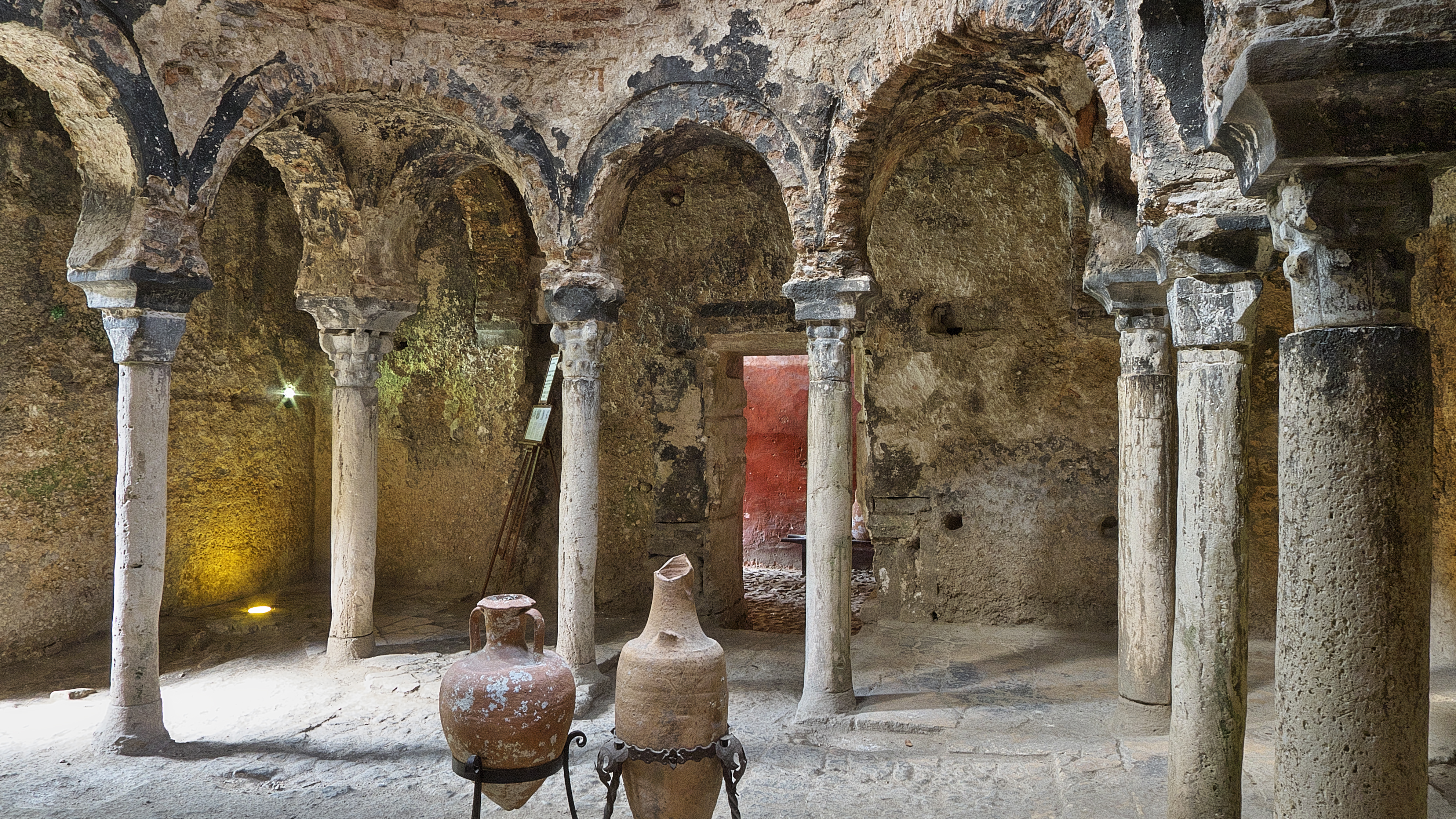
Hammam dans la Madina Mayurqa du Xe siècle

L'une de ses incursions les plus célèbres est celle qu'Ishac a personnellement dirigée, en 1178, contre la ville de Toulon, dont il s'est emparé et où il a fait de nombreux prisonniers, qui ont été emmenés à Majorque. Le vicomte de Marseille, Hug Gausfred, et son petit-fils figuraient parmi les captifs.
Parallèlement, il maintint une politique active de relations diplomatiques avec les républiques commerciales italiennes. Ainsi, en 1171 et 1173, il signa des traités avec les Pisans, y compris les traités naturels de la République de Lucques, ratifiés en 1184 et en 1181 avec Gênes. Leur contenu est très étrange, les deux parties s'engagent à ne pas se nuire, à protéger ou à faire respecter le naufrage et à autoriser la construction d'un temple chrétien à Madinat Mayurqa destiné aux marchands chrétiens (ce qui indiquerait " absence de chrétiens naturels à cette époque). Par contre, il a maintenu une politique de conciliation avec les Almohades, contre l'avis de ses conseils, en leur envoyant une partie des bottillons obtenus.

La famille de beni Ghania

Dans les années 1173 et 1174, Ishaq signe des traités avec les Pisans. Le premier juin 1184, peu de temps avant la mort du dirigeant musulman. Ce traité et celui de 1181 avec Gênes sont très étranges. Les deux parties s’engagent mutuellement à ne pas causer de dommages et à protéger ou à faire respecter le naufrage. Le traité avec Pise contient également les éléments naturels de la République de Luca: «On dit que peut-être, à cette époque, les républiques commerciales de la Méditerranée, pour protéger leur commerce, constamment menacées par des pirates musulmans, rendaient hommage sous la forme de déguisés en cadeaux ou en cadeaux, comme cela s’est passé dans les temps modernes, presque à ce jour. »
Ishaq est décédé en l'an 580 de Hégire (1184-1185). Il semble que sa mort ait eu lieu à l'occasion d'une révolte des chrétiens captifs qui s'emparèrent de leur palais. Peut-être y a-t-il eu un débarquement précédent de chrétiens sur l’île. Il mourut en 1184 au cours d'une expédition navale et son fils aîné, Mohammed ibn Ishaq ibn Ghania, réussit. Cependant, sa mort marque le début d'une période confuse dans l'histoire de Majorque musulmane, marquée par les querelles de palais en l'environnement de relations, de soumission ou d'hostilité envers les Almohades, qui ne furent fermés qu'en 1187.
La mort d'Ishaq marque le début d'une période confuse dans l'histoire de la taifa de Majorque. Ishac a laissé plusieurs enfants. Son successeur immédiat était Mohammed. Celui-ci, ou peut-être son père, offrit sa soumission au calife Almohade Abu-Yaqub, décédé plusieurs mois après Ishaq. Le fait est que le calife a envoyé à Majorque Ali ibn Reverter, fils de Catalan Reverter, de l’ancienne famille vicomte de Barcelone, de sorte qu’au nom de celui-ci, il s’est emparé des îles. Mais avant qu'Ali ibn Reverter ait fait cela, les frères de Mohammed, opposés à la soumission aux Almohades, se sont révoltés, ils ont envoyé des prisonniers au messager du calife et de Mohammed, et son frère Ali ibn Ishaq a été proclamé roi.
Abu Yaqub Yusuf est décédé et son fils, Abu Yusuf Yaqub, appelé Al-Mansur, a été proclamé. Ali de Majorque a lancé une offensive contre les Almohades des côtes septentrionales de l'Afrique et a saisi Béjaïa (1184). Ali et son frère Yahya ont pris part à cette expédition. Un autre frère, Talha, est resté responsable du gouvernement de Majorque.
Pendant cette absence, Ali ibn Reverter pourrait quitter la prison et promouvoir un mouvement en faveur de Mohammed, reconstitué sur le trône.
Selon Ibn Khaldoun, le calife almohade Al-Mansur aurait alors envoyé un escadron à Majorque afin de prendre possession des îles. Mais Mohammed ibn Ishaq s’y oppose et demande l’aide du comte de Barcelone, ce qui, selon l’historien musulman, facilite l’enrôlement d’une armée de Catalans. Il ajoute que les partisans de Mohammed ibn Ishaq, mécontent de sa conduite, l'ont révoqué et ont placé son frère Tachfine ibn Ishaq sur le trône. Cependant, l'efficacité de ce gouvernement n'est pas très sûre.
Quand Ali, fils d'Ishaq, eut des nouvelles - à Constantinople ou à Tripoli - de la révolte de Majorque, il envoya ses frères Abdullah et El-Ghazi. Le premier s'empara facilement de l'île et fut proclamé émir en l'an 583 de Hégira (13 mars 1187).